# 1699

## Esdeveniments
Països catalans
Resta del món
- 26 de gener, Sremski Karlovci, Sèrbia i Montenegro: Firma del Tractat de Karlowitz
- 1 de maig: Fundació del primer assentament europeu als valls del riu Mississipi per Pierre Le Moyne d'Iberville, que anomenà Fort Maurepas o Old Biloxi.[1]
- 14 de setembre - Dresden (Alemanya): August II de Polònia (Confederació de Polònia i Lituània) s'alià amb Frederic IV de Dinamarca (Regne de Dinamarca i Noruega) en el Tractat de Dresden de 1699 abans de la Gran Guerra del Nord.
- Reconstrucció del Castell de Blankenhain

## Naixements
- 23 de març, Darby Township, EUA: John Bartram, botànic.
- 13 de maig, Lisboa, Portugal: Sebastião José de Carvalho e Melo, Marquès de Pombal i primer ministre portuguès.
- 26 de juny, París: Marie-Thérèse Rodet Geoffrin, escriptora i salonnière francesa, figura destacada de la Il·lustració (m. 1777).[2]
- 13 d'octubre: Estrasburg: Jeanne-Françoise Quinault, actriu francesa i salonnière (m. 1783).[3]
- 10 de desembre: Cristià VI, Rei de Dinamarca i Noruega.
- Pierre Subleyras, pintor francès
- Johann Adolf Hasse, compositor alemany
- Ferdinando Fuga, arquitecte italià

## Necrològiques
- 21 d'abril, La Ferte-Milan;: Jean Racine, dramaturg francès
- 25 d'agost: Cristià V, rei de Dinamarca
- 8 d'octubre, Pall Mall, Anglaterra: Mary Beale, pintora anglesa, retratista, considerada la primera dona pintora professional (n. 1633).[4]
- 20 de desembre: Goa (Índia): Lodovico Antonio Luca Adorno, jesuïta italià, missioner a la Xina (n. 1655).
- Johann Georg Conradi, compositor alemany
- Bolonya: Mario Agatea, compositor i soprano